# Windsor (ville, New York)
Pour les articles homonymes, voir Windsor.
Windsor est une ville américaine du comté de Broome dans l'État de New York. Lors du recensement de 2010 sa population était de 6 247 habitants.

## Source
- (en) Cet article est partiellement ou en totalité issu de l’article de Wikipédia en anglais intitulé « Windsor, New York » (voir la liste des auteurs).